# Anisakis pegreffii
Anisakis pegreffii is een rondwormensoort uit de familie van de Anisakidae. De wetenschappelijke naam van de soort is voor het eerst geldig gepubliceerd in 1955 door Campana-Rouget & Biocca.